# Потопання суден з мігрантами в Середземному морі у квітні 2015
Потопання суден з мігрантами в Середземному морі в квітні 2015 — морські катастрофи в Середземному морі, що відбулися 14 квітня і 19 квітня 2015 року, в результаті яких загинуло не менше 1000 людей. Обидва судна прямували з Лівії до Італії. Точна кількість загиблих невідома через незаконний, контрабандний характер плавань.

## Катастрофа 14 квітня
Судно прямувало з Лівії до Італії і перекинулося через добу після виходу в море. На борту знаходилися 550 мігрантів з Лівії, Сирії та Єгипту, жертвами аварії стали близько 400 осіб, серед жертв було виявлено багато дітей.

## Катастрофа 19 квітня
Трагедія сталася в ніч на 19 квітня за межами територіальних вод Лівії, на південь від італійського острова Лампедуза. Перевантажене судно перекинулося, близько 700 людей загинули, врятувались 28 осіб. Після розмов із тими, хто вижив, кількість жертв трагедії за оцінками ООН може становити близько 800 людей. Серед пасажирів були громадяни Бангладеш, Гамбії, Еритреї, Малі, Сенегалу, Сирії, Сомалі — в тому числі діти 10-12 років.
У рятувальній операції було задіяно 18 суден, сім з яких — кораблі ВМС Італії, п'ять риболовецьких катерів і вертольоти.
Під час розслідування катастрофи італійська поліція затримала капітана (громадянин Тунісу) та першого штурмана (громадянин Сирії) судна, які були серед врятованих, їх доставили у сицилійський порт Катанія. Італійська прокуратура підозрює затриманих у масовому вбивстві через необережність і торгівлю людьми.
Трагедія встановила рекорд за кількістю жертв. 

## Реакція
19 квітня Європейська комісія оголосила про намір провести надзвичайну зустріч глав МЗС і МВС країн ЄС з питання нелегального переміщення біженців з Лівії. Євросоюз планує розгорнути військово-цивільну операцію із протидії контрабанді та незаконного перевезення мігрантів у Середземному морі. У мандаті планують прописати захоплення та знешкодження суден контрабандистів.